# Đỗ Nhượng Năng
Đỗ Nhượng Năng (giản thể: 杜让能; phồn thể: 杜讓能, 841–893), tên tự Quần Ý (群懿), là một quan lại triều Đường, từng giữ chức Đồng bình chương sự dưới triều đại của Đường Hy Tông và Đường Chiêu Tông. Đầu triều đại của Đường Chiêu Tông, do không nghe theo lời can gián của Đỗ Nhượng Năng, Đường Chiêu Tông vẫn cho lập kế hoạch tiến công quân phiệt Lý Mậu Trinh. Sau khi đánh bại quân triều đình, Lý Mậu Trinh tiến vào Trường An, theo đòi hỏi của Lý Mậu Trinh, Đường Chiêu Tông buộc phải lệnh cho Đỗ Nhượng Năng tự sát.

## Thân thế
Đỗ Nhượng Năng sinh năm 841, dưới triều đại của Đường Vũ Tông, là hậu duệ của đại thần Đỗ Như Hối vào đầu thời Đường. Cha ông là Đỗ Thẩm Quyền, từng giữ đến chức Đồng bình chương sự dưới triều đại của Đường Ý Tông.

## Sự nghiệp ban đầu
Đỗ Nhượng Năng thi đỗ Tiến sĩ vào năm 872, cuối triều đại của Đường Ý Tông. Sau đó ông trở thành Hàm Dương úy. Khi cựu tể tướng Vương Đạc nhậm chức Tuyên Vũ, ông ta đã mời Đỗ Nhượng Năng đến phụng sự cho mình.
Sau đó, dưới thời Đường Hy Tông, Đỗ Nhượng Năng được triệu về kinh sư giữ chức Trường An úy, Tập hiền hiệu lý. Khi mẹ qua đời, ông phải từ bỏ chức vụ để chịu tang bà một thời gian. Sau khi mãn hạn, ông phụng sự cho Hoài Nam tiết độ sứ Lưu Nghiệp (劉鄴). Sau đó, ông lại nhập triều giữ chức Giám sát ngự sử.
Khi Ngưu Uý (牛蔚) giữ chức Sơn Nam Tây đạo tiết độ sứ, Đỗ Nhượng Năng phụng sự cho Ngưu Úy.
Sau đó, Đỗ Nhượng Năng lại nhập triều, lần lượt kinh qua các chức vụ: Hữu bổ khuyết, Khởi cư lang; Lễ bộ viên ngoại lang; và Binh bộ viên ngoại lang. Trong loạn Hoàng Sào, khi Đường Hy Tông phải chạy đến Thành Đô vào cuối năm 880, Đỗ Nhượng Năng cũng chạy theo và bắt kịp Hoàng đế tại Thành Đô. Tại Thành Đô, ông được bổ nhiệm giữ chức Lễ bộ lang trung, Sử quán tu soạn. Sau đó ông được trao chức tri chế cáo, Trung thư xá nhân.
Theo ghi chép thì vào thời gian này, do Đường Hy Tông phải thường xuyên ban các chiếu chỉ để chỉ thị trong chiến dịch chống Hoàng Sào, nhiều chiếu chỉ được viết một cách nhanh chóng. Đường Hy Tông hài lòng với tài soạn thảo chiếu chỉ của Đỗ Nhượng Năng và bổ nhiệm ông giữ chức Hộ bộ thị lang. Sau khi Hoàng Sào bị đánh bại và Đường Hy Tông trở về Trường An, Đỗ Nhượng Năng được giữ chức Lễ bộ thượng thư, Ngân thanh Quang lộc đại phu, phong tước Kiến Bình huyện khai quốc tử. Sau đó, ông nhậm chức Binh bộ thượng thư, Hàn lâm học sĩ thừa chỉ.
Cuối năm 885, Hà Trung tiết độ sứ Vương Trọng Vinh và đồng minh là Hà Đông tiết độ sứ Lý Khắc Dụng tiến về Trường An. Đường Hy Tông chạy đến Hưng Nguyên, Đỗ Nhượng Năng là một trong số ít ỏi các quan lại đi theo Hoàng đế. Sau đó, Đường Hy Tông bổ nhiệm ông và Khổng Vĩ giữ chức Đồng bình chương sự'.

## Làm Đồng bình chương sự
Trong khi đó, Tĩnh Nan tiết độ sứ Chu Mai tôn một người họ hàng xa của Đường Hy Tông là Tương vương Lý Uân lên ngôi, chỉ còn vài quân là còn nghe theo lệnh của Đường Hy Tông. Khi Dương Phục Cung kế nhiệm Điền Lệnh Tư, Đỗ Nhượng Năng chỉ ra rằng Dương Phục Quang (qua đời từ trước) có mối quan hệ gần gũi với Vương Trọng Vinh và Lý Khắc Dụng khi giao chiến với Hoàng Sào, đề xuất Dương Phục Cung tận dụng mối quan hệ này để viết thư thuyết phục họ trung thành với Đường Hy Tông. Kết quả, hai quân phiệt này đã tuyên bố trung thành với Đường Hy Tông và gửi đồ tiếp tế đến Hưng Nguyên.
Sau khi thoát nạn, Đường Hi Tông bổ nhiệm Đỗ Nhượng Năng là Trung thư thị lang, Binh bộ thượng thư, Tập hiền điện đại học sĩ, tiến phong Tương Dương quận khai quốc công, thực ấp 2.000 hộ, ngoài ra còn được bái là Đặc tiến. Thoạt đầu, Đường Hy Tông hạ chỉ xử tử tất cả các quan lại nhận chức quan của Lý Uân trao cho, song Đỗ Nhượng Năng đứng ra can thiệp, và có khoảng 70-80% trong số các quan lại này được tha. Sau đó, khi Đường Hy Tông qua Phượng Tường trên đường trở lại Trường An, cấm binh và binh sĩ của Lý Xương Phù xảy ra mâu thuẫn nên giao chiến với nhau. Trong trận chiến, Đỗ Nhượng Năng đến hành cung của Đường Hy Tông, hành động này tăng sĩ khí cho các binh sĩ cấm binh và họ đã đánh bại được quân địa phương.
Sau khi Đường Chiêu Tông kế vị, Đỗ Nhượng Năng tiếp tục giữ chức Đồng bình chương sự, và được phong tước Tấn quốc công. Năm 890, khi Khổng Vĩ và Trương Tuấn ủng hộ tiến hành một chiến dịch chống Lý Khắc Dụng, Đỗ Nhượng Năng và Lưu Sùng Vọng bảy tỏ phản đối, song Đường Chiêu Tông vẫn tiến hành chiến dịch, kết quả là thất bại hoàn toàn vào năm 891.
Năm 892, Dương Phục Cung cùng các con nuôi và cháu nuôi tiến hành nổi dậy chống triều đình ở Sơn Nam Tây đạo, Lý Mậu Trinh không được triều đình cho làm chiêu thảo sứ đã tự ý tiến quân, gửi thư với lời lẽ ngạo mạn cho Đỗ Nhượng Năng và Tây Môn Quân Toại (西門君遂)- người chỉ huy Thần Sách quân. Cuối cùng, Đường Chiêu Tông phải cho Lý Mậu Trinh làm chiêu thảo sứ, kết quả họ Dương bị đánh bại.

## Bị Lý Mậu Trinh ép chết
Tuy nhiên, sau khi giành chiến thắng trước họ Dương, Lý Mậu Trinh càng trở nên ngạo mạn khi liên lạc với triều đình. Vào mùa xuân năm 893, sau khi từ chối tuân theo sự bổ nhiệm của Đường Chiêu Tông, Lý Mậu Trinh trình biểu với lời lẽ bất kính và đe dọa cho Hoàng đế, gửi một bức thư đe dọa cho Đỗ Nhượng Năng.
Đường Chiêu Tông tức giận và tuyên bố thảo phạt Lý Mậu Trinh, bất chấp Đỗ Nhượng Năng can gián rằng quân triều đình không đủ tiềm lực. Đường Chiêu Tông còn bổ nhiệm Đỗ Nhượng Năng phụ trách chiến dịch, Đỗ Nhượng Năng miễn cưỡng chấp thuận. Tuy nhiên, Thôi Chiêu Vĩ lại thông báo trước các diễn biến và kế hoạch cho Lý Mậu Trinh và Vương Hành Du, họ tiến hành kích động người dân Trường An phản đối chiến dịch, bao gồm tiến công bạo lực khi Tây Môn Quân Toại, Đỗ Nhượng Năng và Trịnh Diên Xương xuất hiện.
Sau khi đánh bại quân triều đình, Lý Mậu Trinh và Vương Hành tiến đến gần Trường An. Thôi Chiêu Vĩ vốn bực bội với Đỗ Nhượng Năng từ lâu, ông ta thông tin với Lý Mậu Trinh rằng chủ ý tiến công là của Đỗ Nhượng Năng, Lý Mậu Trinh do đó đã trình biểu liệt kê một số tội danh của Đỗ Nhượng Năng và yêu cầu Hoàng đế phải xử tử ông. Đỗ Nhượng Năng nói với Đường Chiêu Tông: "Thần đã nói điều này từ trước, nay thỉnh dùng thần để giải nguy." Đường Chiêu Tông thoạt đầu cố gắng xoa dịu Lý Mậu Trinh bằng cách đày Đỗ Nhượng Năng đi nhậm chức Ngô châu thứ sử, hành hình Tây Môn Quân Toại cùng hai hoạn quan khác là Lý Chu Đồng (李周潼) và Đoàn Hủ (段詡) và đổ cho ba người này là chủ mưu phát động chiến dịch. Sau đó, Hoàng đế lại giáng Đỗ Nhượng Năng là Lôi châu tư hộ, song Lý Mậu Trinh vẫn không chấp thuận, tuyên bố sẽ không rút quân nếu Đỗ Nhượng Năng chưa bị giết.
Đường Chiêu Tông cuối cùng buộc phải lệnh Đỗ Nhượng Năng cùng các huynh đệ Đỗ Ngạn Lâm (杜彥林) và Đỗ Hoằng Huy (杜弘徽) tự sát. Sau đó, khi Lý Khắc Dụng đánh bại và giết chết Vương Hành Du, còn Lý Mậu Trinh tuân lệnh triều đình trong một thời gian ngắn, Đường Chiêu Tông truy phục quan tước cho Đỗ Nhượng Năng. Con của Đỗ Nhượng Năng là Đỗ Hiểu sau này phụng sự cho nhà Hậu Lương.